# Shin Ryu
Shin Ryu (Hangul : 신류, Hanja : 申瀏) (1619–1680) est un général de la dynastie  Joseon de Corée. Il est né à Chilgok dans une famille de la noblesse yangban, les Shin de Pyeongsan. Il passe son examen militaire en 1645, le gwageo, puis occupe plusieurs postes au service de l'état. En 1654, il est nommé commandeur de Hyesan, une ville située à la frontière nord du pays. 

## L'expédition de 1658
Shin Ryu est actuellement surtout connu pour son rôle dans l'expédition menée en 1658 contre les troupes du russe Onufriy Stepanov en Mandchourie pendant les guerres entre les Mandchous et les Cosaques. Avec 200 soldats originaires du Hamgyeongbuk et équipés d'armes à platine à mèche et l'appui de quelques troupes qing commandées par Sarhuda, il parvient à repousser les Russes. Il a écrit un compte-rendu de son expédition, le « journal de l'expédition vers le nord » (북정일기, 北征日記) qui est le premier document décrivant une rencontre entre des Coréens et des Russes.